# Masahiro Okamoto
Masahiro Okamoto (岡本 昌弘 Okamoto Masahiro?, Chiba, Chiba, 17 de mayo de 1983) es un exfutbolista japonés que jugaba como guardameta.

## Trayectoria

### Clubes
| Club              | País  | Año       |
| ----------------- | ----- | --------- |
| JEF United Chiba  | Japón | 2002-2019 |
| Ehime FC (cedido) | Japón | 2018-2019 |
| Ehime FC          | Japón | 2020-2021 |
| Sagan Tosu        | Japón | 2022-2024 |